# The Thick of It
The Thick of It ist eine britische Sitcom von Armando Iannucci, die erstmals am 19. Mai 2005 auf BBC Four ausgestrahlt wurde. Für Staffel 3 und 4 wechselte die Serie zum Sender BBC Two. Sie stellt den Politikbetrieb der britischen Regierung und Opposition satirisch überspitzt dar.
Die Serie gewann zwei Mal den British Academy Television Award in der Kategorie Best Situation Comedy, darüber hinaus wurden die Darsteller Chris Langham (2006) und Peter Capaldi (2010) (jeweils Best Comedy Performance – male) und Rebecca Front (2010, Best Comedy Performance – female) ausgezeichnet.
2009 erschien mit Kabinett außer Kontrolle ein filmisches Spinoff.